# Sunio
Sunio (in greco antico: Σούνιον?, Súnion) era un demo dell'Attica situato a sud di Atene, presso capo Sunio.

## Descrizione
Il demo era molto conosciuto per il suo tempio di Atena Sunide, situato sulla sommità del capo. Il culto della dea risale al medioevo ellenico, quando vennero erette colossali statue di kouroi: le più antiche, del 600 a.C., sono alte più di tre metri. Un primo tempio, costruito nell'era arcaica, venne distrutto dai Persiani nel 480 a.C.; ne venne eretto un secondo, nella metà del V secolo a.C., a strapiombo sul mare, con marmo locale, ornato con scene di Centauromachia e Gigantomachia. Poco più a nord, su una collinetta, sorgevano due templi dedicati a Poseidone, costruiti anch'essi nel V secolo a.C.: anche questo dio era venerato nella zona. Ogni quattro anni, durante la festa di Posidea, si svolgeva nelle acque intorno al promontorio una gara di barche.
Nel demo erano presenti altre strutture religiose, tra cui un Eracleio ed un altare in onore di Frontide, il timoniere di Menelao, ucciso da Apollo, secondo la tradizione, proprio a Sunio.
Il demo comprendeva anche il distretto minerario del Laurio, perciò erano presenti fucine e laboratori, alcuni dei quali fortificati: le miniere d'argento contribuirono enormemente alla prosperità del luogo, che divenne proverbiale. Tuttavia nel I secolo a.C. l'area era in stato di degrado.
L'intero territorio fu fortificato nel 413 a.C., durante la guerra del Peloponneso, e fu considerato una delle maggiori fortezze dell'Attica. Nell'Ottocento il circuito delle mura era ancora visibile in alcuni tratti; esso era un tempo lungo mezzo miglio e la cinta, rafforzata con torri quadrate, era delle più ben costruite della regione.